# Ganga Aarti

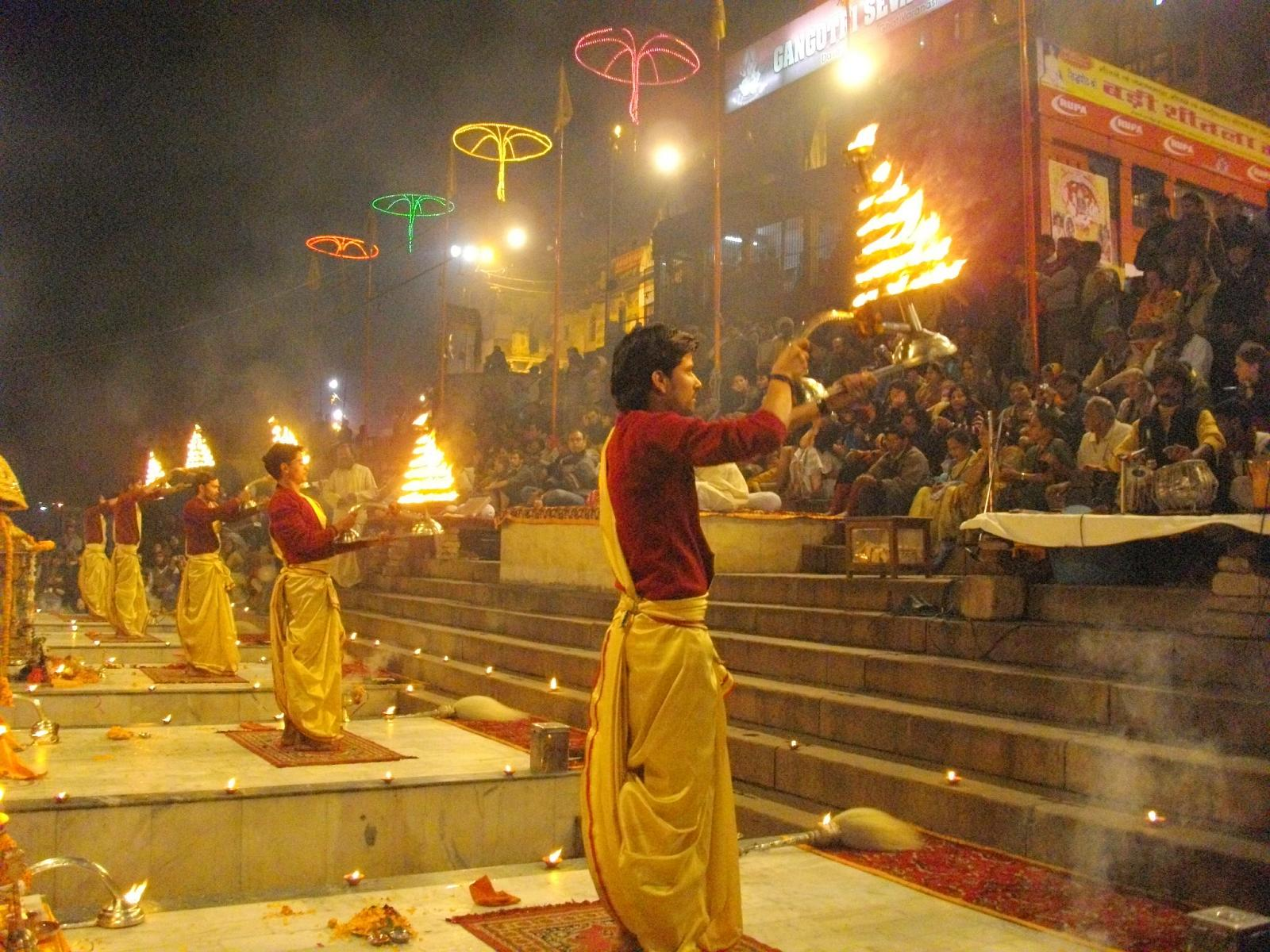
La cerimonia serale del Ganga Aarti nel ghat Dashashwamedh a Varanasi

Il Ganga Aarti è una Pūjā induista che viene svolta due volte al giorno, all'alba e al tramonto, nei ghat presenti sulle rive del fiume Gange in India. Rituale dedicato alle sacre acque della dea Ganga, raffigurazione naturale del dio Visnù. 
Il Ganga Aarti è un rituale di grande importanza nell'Induismo e nel valore folcloristico della cultura indiana, ricchi di una complessa simbologia espressiva.

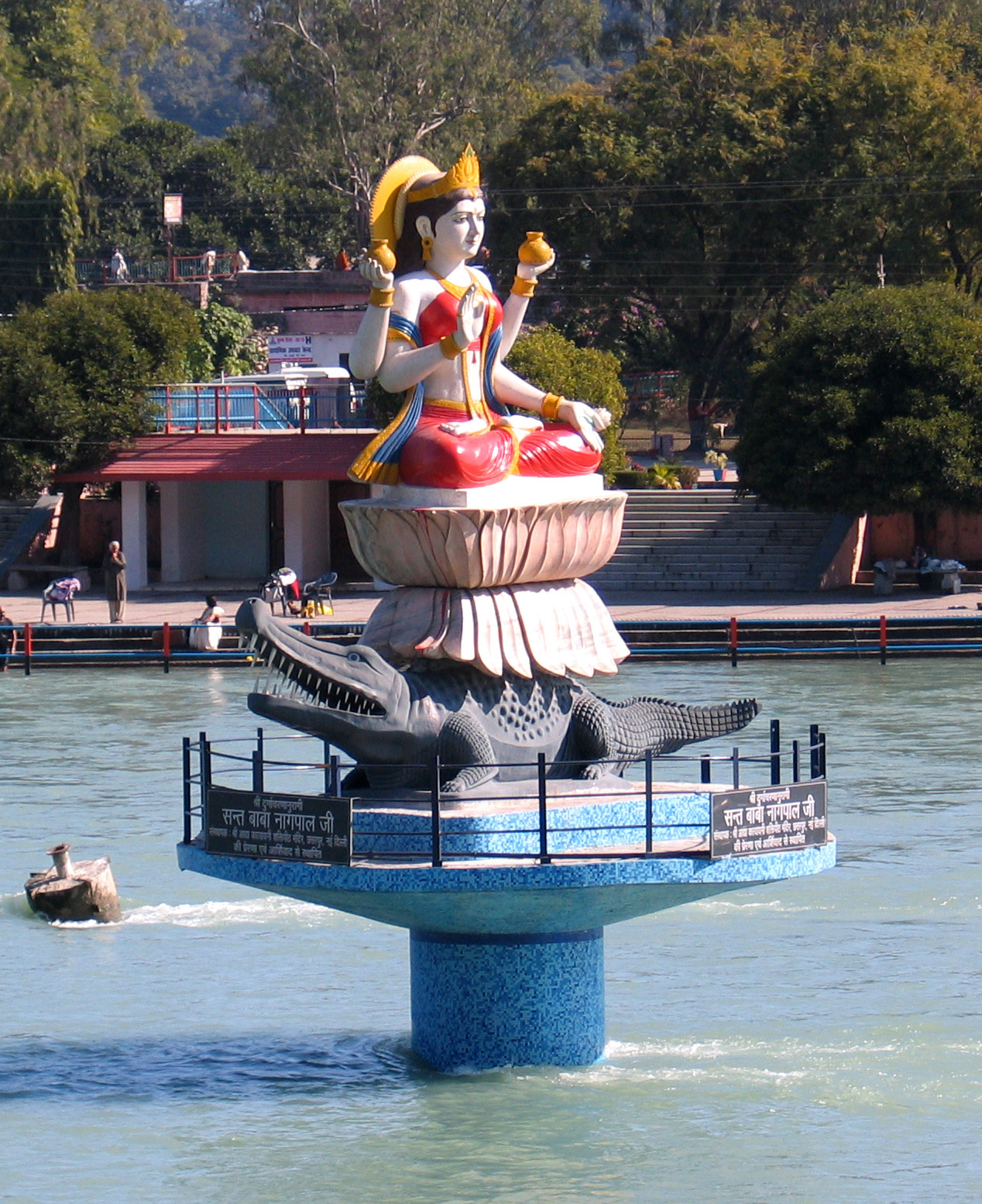
La dea Ganga

## Cerimonia
Da un palco, i paṇḍit (sacerdoti induisti) compiono dei movimenti precisi usando lampade dagli oli sacri. 
La lampada viene rivolta verso la statua della dea Ganga per sette volte e verso i fedeli per altre sette volte per poi tornare verso la divinità. Ulteriori quattro giri vengono fatti verso i piedi della statua della divinità, due verso l’ombelico e tre al viso della statua, e nuovamente sette giri all’intera figura. 
Dopodiché le lanterne vengono fatte girare tra la folla dei credenti che avvicina le mani sul fuoco per poi coprirsene il volto in segno di purificazione.
Durante tutta la cerimonia si recitano i bhajan accompagnati dal suono di campane cerimoniali, gong, tamburi e alla conchiglie sacre di Vishnu. Il luogo viene profumato con incenso di legno di sandalo.

## Elementi del rituale
Per il rito dell’Aarti vengono usati oggetti dai colori, suoni e profumi simbolici al culto di Vishnu, quale dio del femmimino spirituale:
- su un vassoio di metallo, cosparso di fiori, viene posta una diya, riempita con del ghee, oppure dell’olio di cocco ed in alcuni casi con la canfora. Quest'ultima ardendo senza lasciare residui, rappresenta l’ego che scompare senza lasciar traccia raggiunta la realizzazione spirituale.
- l'incenso di sandalo simboleggia il profumo della liberazione dall'ego che vola nell'aria una volta purificato.
- la conchiglia[6] sacra, che nella mitologia Indù custodisce il suono del Om (il suono primordiale della creazione) ed è una delle quattro armi di Vishnu. Nelle cerimonia viene utilizzata per disperdere le energie negative e gli spiriti malvagi.
- i pakistani (abito maschile indiano) dei sacerdoti dai colori giallo zafferano e rosso mattone simboleggiano rispettivamente l'energia vitale e la spiritualità.

## Galleria d'immagini

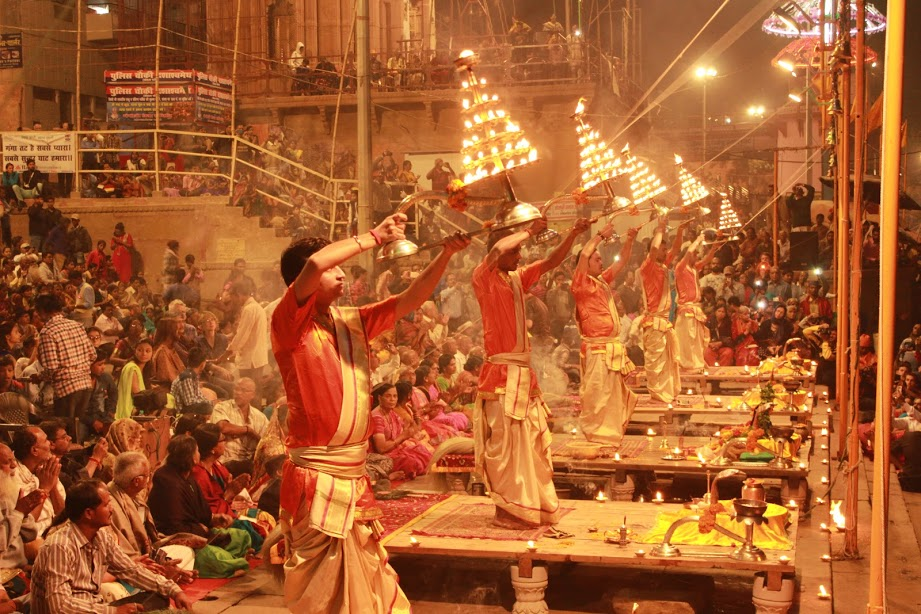
Cerimoniale della rotazione delle lampade
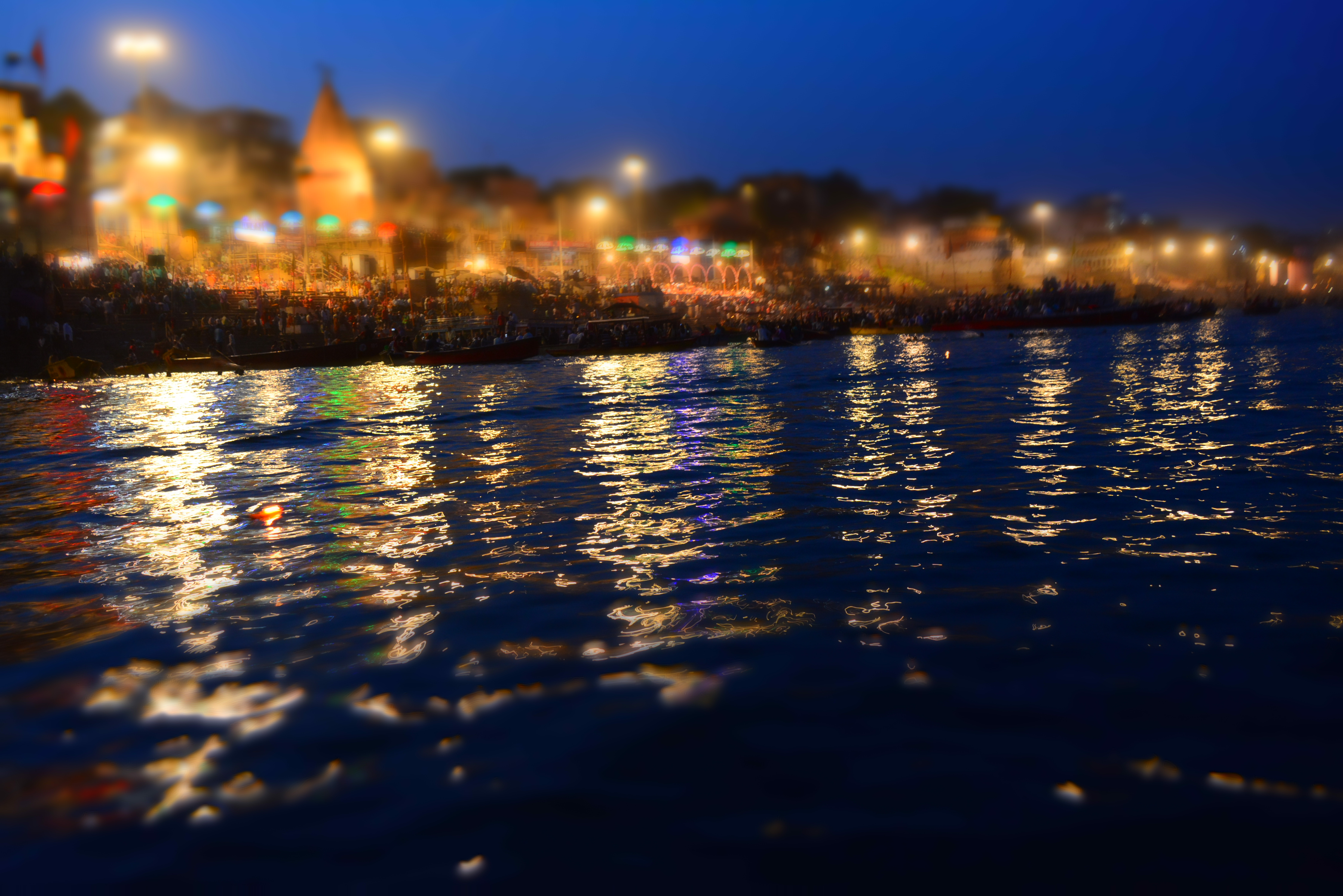
Panoramica della cerimonia serale del Ganga Aarti nel ghat di Varanasi
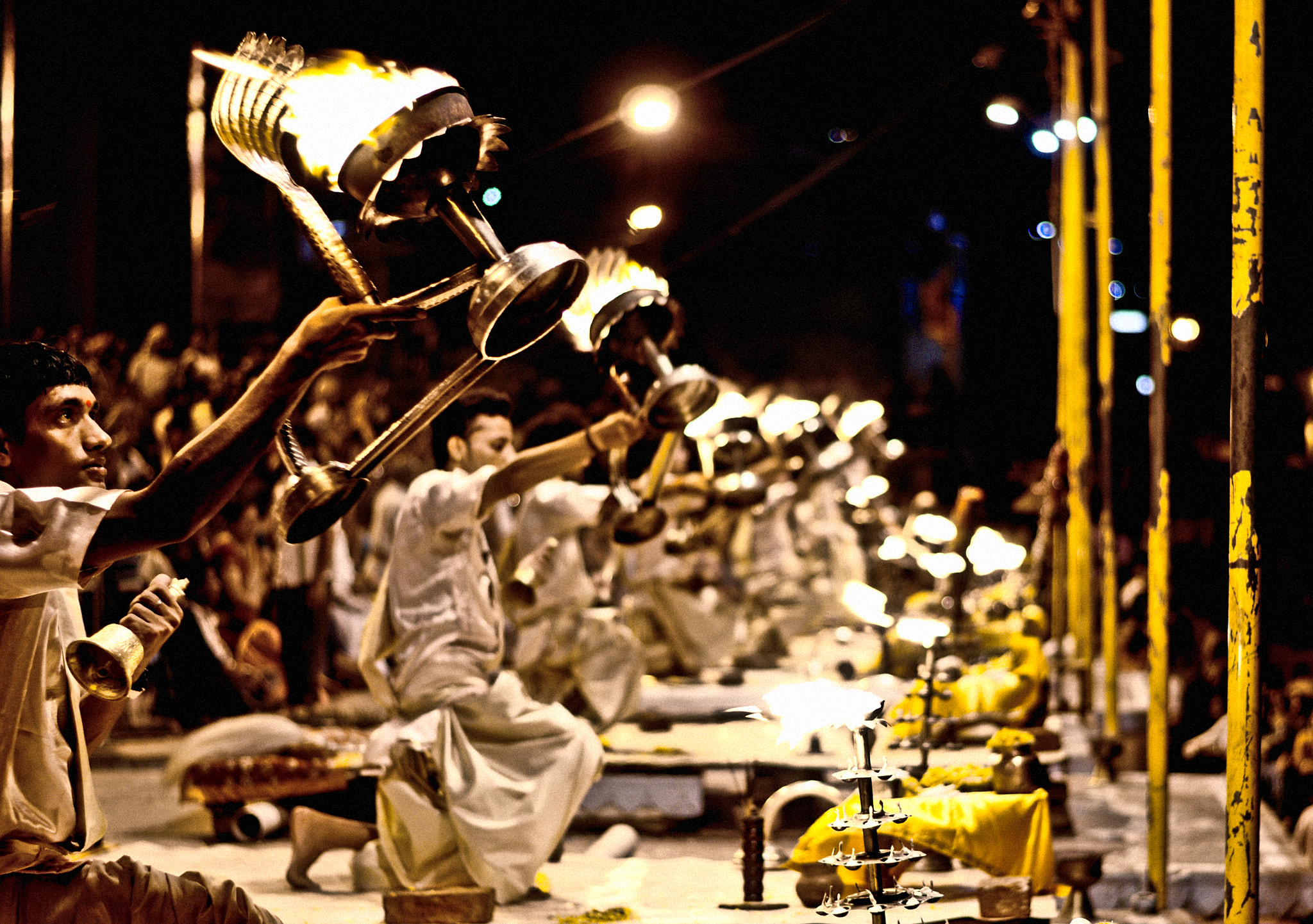
Cerimonia a Varanasi
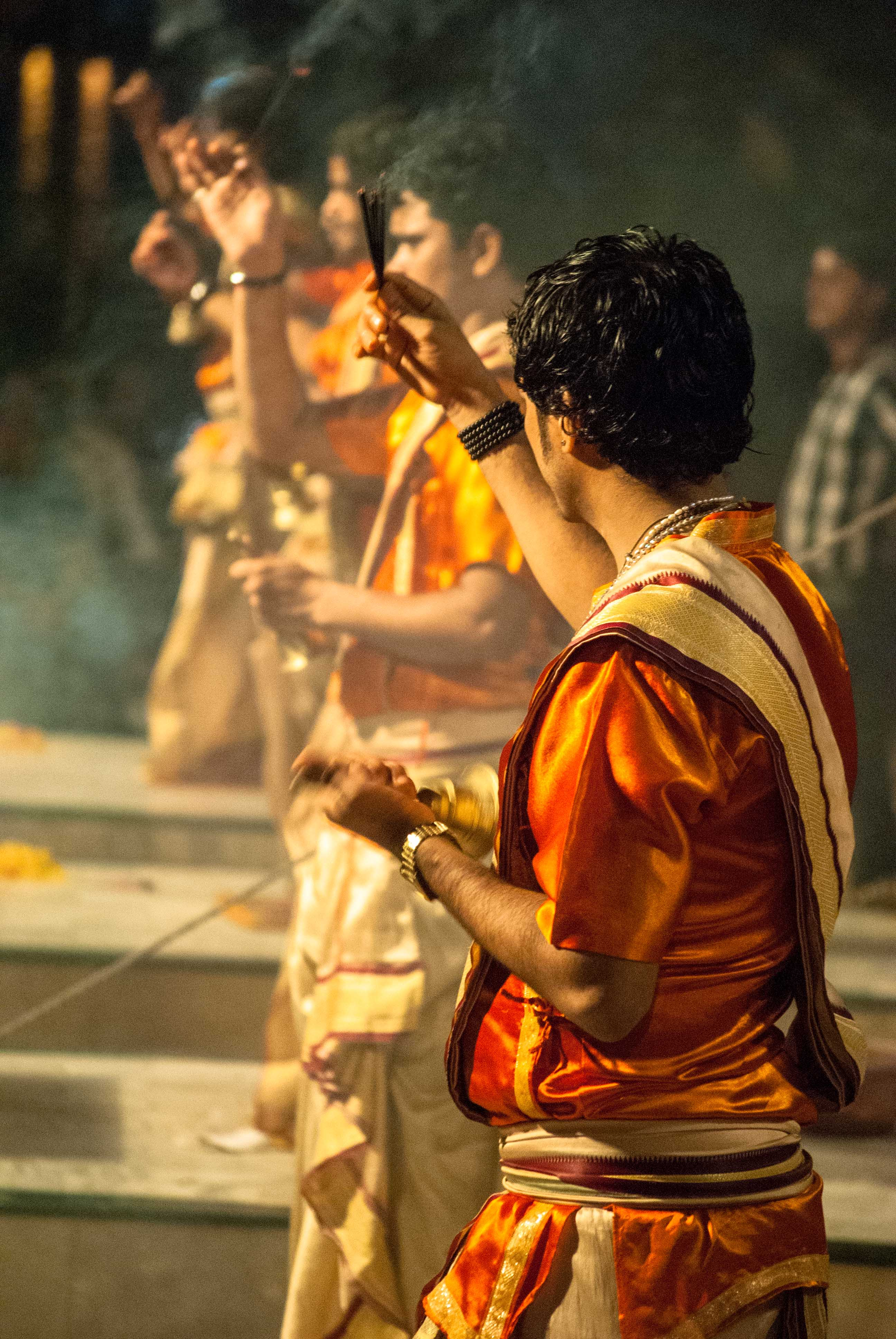
Sacerdoti spargono incenso durante la cerimonia
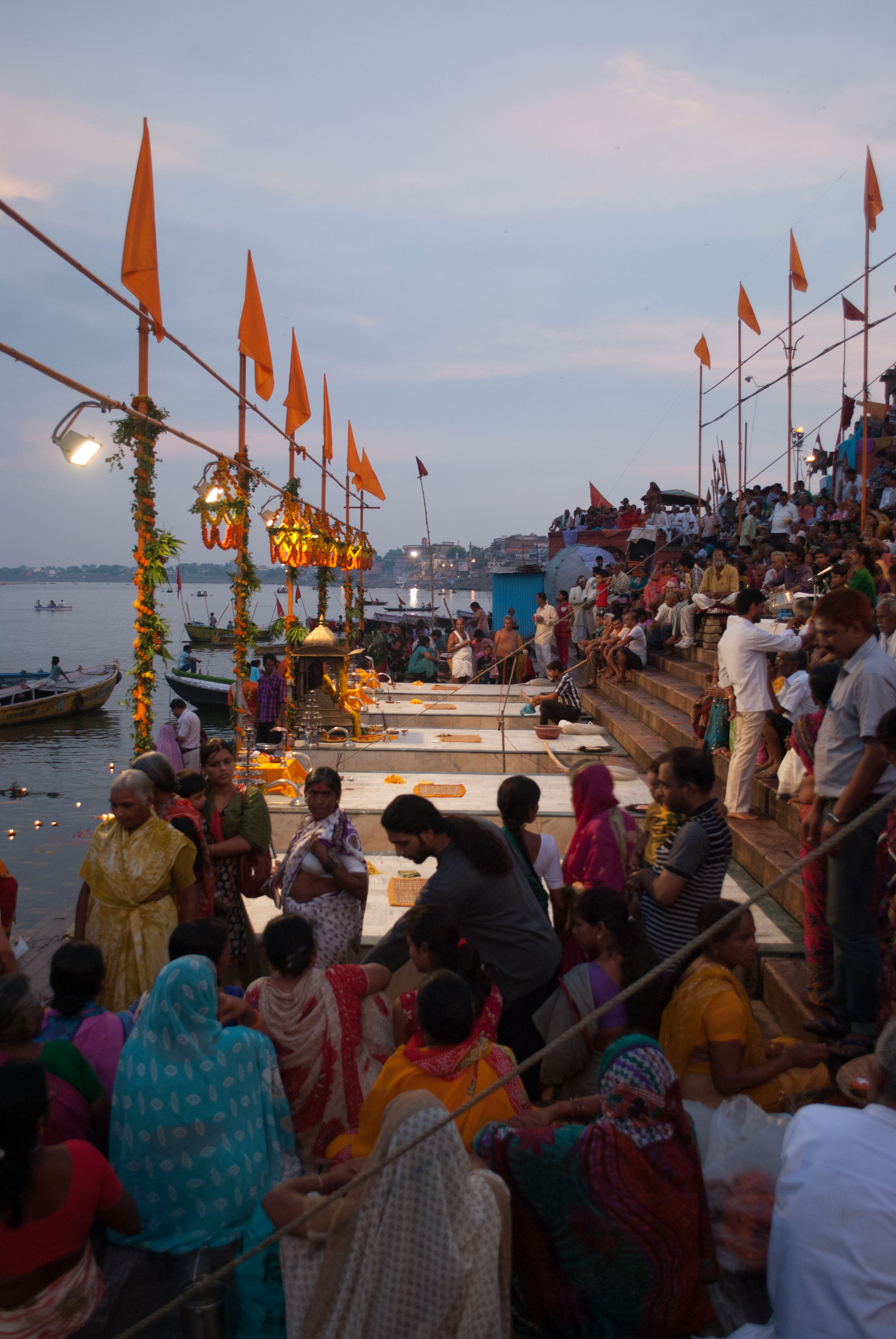
Cerimonia in un ghat di Varanasi alle prime ore del giorno
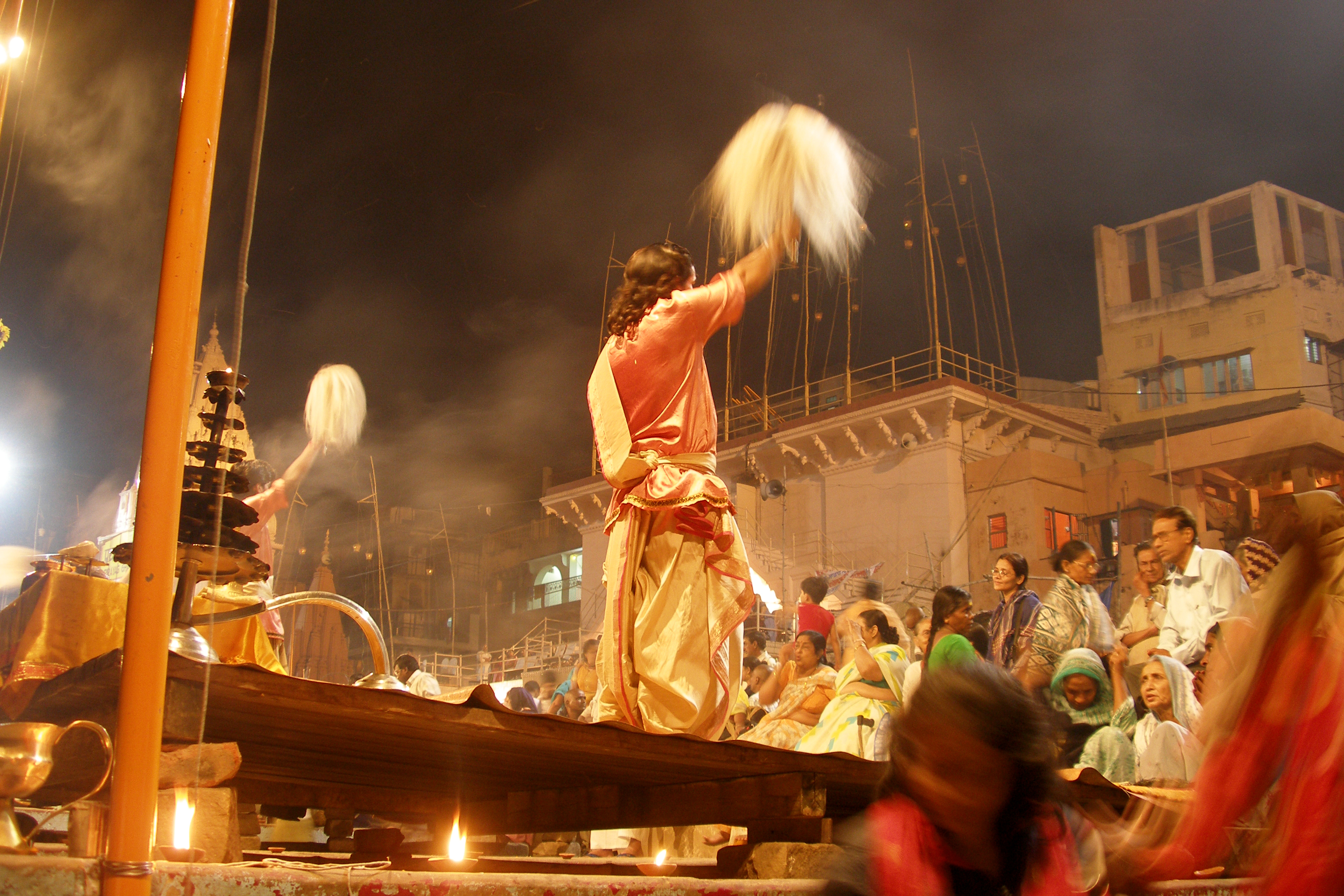
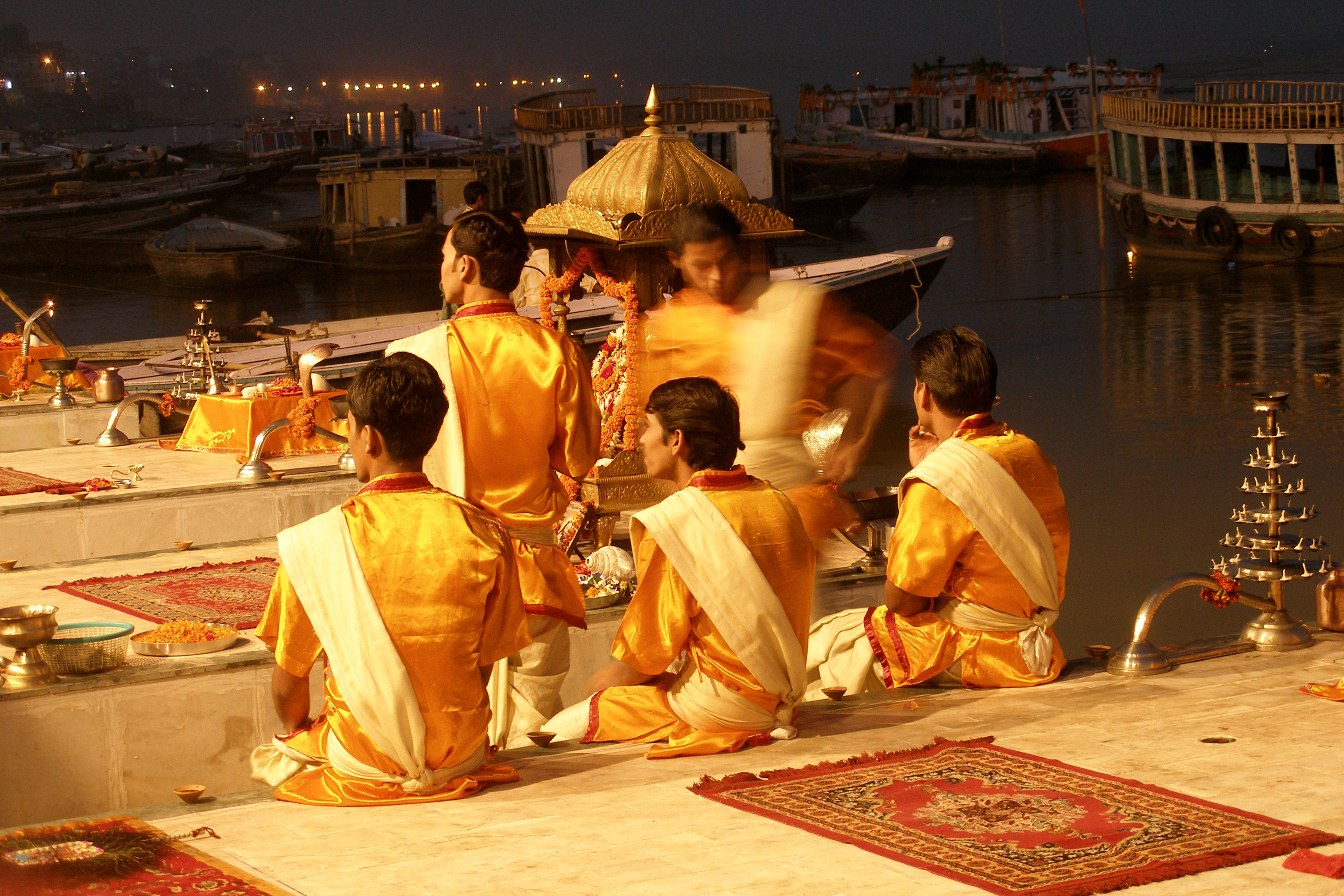